# Dicranomyia onerosa
Dicranomyia onerosa är en tvåvingeart som beskrevs av Alexander 1928. Dicranomyia onerosa ingår i släktet Dicranomyia och familjen småharkrankar. Inga underarter finns listade i Catalogue of Life.